# Proposizione esclusiva
La proposizione esclusiva è una proposizione subordinata che sostituisce il complemento di esclusione nella proposizione principale.
- Arriverò senza che tu te ne accorga.

Nel caso della subordinazione  esplicita si tratta una frase subordinata introdotta dalla locuzione senza che. Dato che l'azione non avviene, la subordinata esclusiva si forma generalmente con l'uso del congiuntivo.
Esistono però delle proposizioni esclusive implicite, che ricorrono soprattutto all'uso dell'infinito:
- Arriverò senza fare rumore.

In questi casi, il soggetto della principale e dell'esclusiva coincidono (io)